# Trichogramma taiwanense
Trichogramma taiwanense är en stekelart som beskrevs av Chan och Chou 2000. Trichogramma taiwanense ingår i släktet Trichogramma och familjen hårstrimsteklar.
Artens utbredningsområde är Taiwan. Inga underarter finns listade i Catalogue of Life.